# Per il re, per la patria e per Susanna!
Per il re, per la patria e per Susanna! ( Les fêtes galantes) è un film del 1965 diretto da René Clair.